# Monica Keena
Monica C. Keena (New York, 28 maggio 1979) è un'attrice e modella statunitense.

## Biografia

### Origini e formazione
Monica è nata a New York, nel quartiere di Brooklyn. Sua madre, Maria, è un'infermiera, mentre il padre, William Keena è un finanziere responsabile di vendite. È cresciuta a Brooklyn, ed ha una sorella minore di nome Samantha. Durante la sua infanzia, e dopo aver terminato le superiori, ha studiato alla Saint Ann's School, a New York, una scuola privata situata nel quartiere Brooklyn Heights. All'età di tredici anni ha fatto un'audizione per entrare nella prestigiosa LaGuardia High School of Performing Arts che poi ha iniziato a frequentare. Anche se ha scelto il dipartimento di teatro, è stata accolta anche nei dipartimenti del dramma e delle arti vocali. Poco dopo il suo ingresso a LaGuardia, ha recitato per la prima volta in un cortometraggio dal titolo Burning Love.

### Carriera
Dopo aver interpretato, nel 1994, Oksana Bajul, la campionessa ucraina di pattinaggio nel film per la televisione Oksana la piccola campionessa, Monica debutta al cinema nel 1995 con il film Un amore tutto suo con Sandra Bullock e Bill Pullman, il film ottiene ottimi incassi tanto da essere al terzo posto nella classifica dei film più visti al cinema nel 1995 negli Stati Uniti.
Ha recitato per la prima volta in un ruolo da protagonista nel film Biancaneve nella foresta nera, dove ha affiancato Sam Neill e Sigourney Weaver, ma è nota al pubblico principalmente per il ruolo di Abby Morgan nel telefilm Dawson's Creek dove ottiene numerosi consensi dal pubblico nonostante il suo sia un personaggio antipatico.
Nel 2003 recita nel fortunato film horror Freddy vs. Jason, al fianco di Robert Englund e Ken Kirzinger, nel ruolo di Lori Campbell, nello stesso anno recita anche in Bad Girls, assieme a Julie Benz e Jonathan Brandis (nel suo ultimo ruolo prima della morte). Lavora molto spesso anche in tv, con un ruolo da co-protagonista in Undeclared e numerose apparizioni come guest star in molte serie, tra le quali Law & Order - I due volti della giustizia, Law & Order: Criminal Intent, Homicide, Feds e Entourage. È apparsa in un episodio di Grey's Anatomy, dove impersonava Bonnie Crasnoff, una ragazza rimasta gravemente ferita in un incidente ferroviario. Riapparirà in un episodio della terza stagione della serie, reinterpretando lo stesso ruolo. Nel 2010 recita in tre episodi della terza stagione di Private Practice.

## Vita privata
Monica vive a Brooklyn, dove trascorre gran parte del suo tempo libero. In passato ebbe una relazione con l'attore Jonathan Brandis, morto all'età di 27 anni nel 2003, e dal 2009 al 2013 è stata legata ad Edward Furlong. La relazione tra i due è terminata a causa dei comportamenti violenti di Furlong, per i quali è stata necessaria un'ordinanza restrittiva in seguito violata dallo stesso attore.

## Filmografia

### Cinema
- Un amore tutto suo (While You Were Sleeping), regia di Jon Turteltaub (1995)
- Biancaneve nella foresta nera (Snow White: A Tale of Terror), regia di Michael Cohn (1997)
- L'avvocato del diavolo (The Devil's Advocate), regia di Taylor Hackford (1997)
- College femminile (Strike!), regia di Sarah Kernochan (1998)
- The Simian Line, regia di Linda Yellen (2000)
- Delitto + castigo a Suburbia (Crime + Punishment in Suburbia), regia di Rob Schmidt (2000)
- Orange County, regia di Jake Kasdan (2002)
- Freddy vs. Jason, regia di Ronny Yu (2003)
- L'uomo di casa (Man of the House), regia di Stephen Herek (2005)
- Long Distance - Linea diretta con l'assassino (Long Distance), regia di Marcus Stern (2005)
- Bad Girls, regia di John T. Kretchmer (2005)
- Night of Demons, regia di Adam Gierasch (2009)
- 40 Days and Nights - Apocalisse finale (40 Days and Nights), regia di Peter Geiger (2012)

### Televisione
- Oksana la piccola campionessa (A Promise Kept: The Oksana Baiul Story), regia di Charles Jarrott – film TV (1994)
- Law & Order - I due volti della giustizia (Law & Order) – serie TV, episodio 5x14 (1995)
- Homicide (Homicide: Life on the Street) – serie TV, episodio 5x18 (1997)
- Dawson's Creek – serie TV, 14 episodi (1998-1999)
- Rapimento alla Casa Bianca (First Daughter), regia di Armand Mastroianni – film TV (1999)
- Undeclared – serie TV, 17 episodi (2001)
- Entourage – serie TV, 6 episodi (2004-2005)
- Law & Order: Criminal Intent – serie TV, episodio 4x15 (2005)
- Grey's Anatomy – serie TV, episodi 2x06-3x17 (2005-2007)
- Senza traccia (Without a Trace) – serie TV, episodio 4x20 (2006)
- CSI - Scena del crimine (CSI: Crime Scene Investigation) – serie TV, episodio 7x02 (2006)
- Ghost Whisperer - Presenze (Ghost Whisperer) – serie TV, episodio 2x13 (2007)
- Private Practice – serie TV, episodi 3x17-3x18-3x19 (2010)
- The Closer – serie TV, episodio 6x09 (2010)
- Castle – serie TV, episodio 3x17 (2011)

## Doppiatrici italiane
Nelle versioni in italiano delle opere in cui ha recitato, Monica Keena è stata doppiata da:
- Domitilla D'Amico in Delitto + castigo a Suburbia, Freddy vs Jason, The Closer
- Rachele Paolelli in Dawson's Creek, Castle
- Rossella Acerbo in Un amore tutto suo, Undeclared
- Georgia Lepore in Biancaneve nella foresta nera
- Valeria Vidali in Orange County
- Laura Amadei in Entourage
- Emanuela Pacotto in Law & Order: Criminal Intent
- Giò-Giò Rapattoni in CSI - Scena del crimine
- Laura Latini in Ghost Whisperer - Presenze
- Eleonora De Angelis ne L'uomo di casa
- Daniela Abbruzzese in Long Distance - Linea diretta con l'assassino